# 불입권 (일본)
불입권(不入權, 영어: immunity)은 일본의 중세에 외부 권력의 권력 행사를 거부할 수 있다고 여겨진 권리를 말한다. 불입권에는 외부 권력의 관리에 대한 출입을 거부할 수 있는 불입권 외에 경찰권, 사법권의 행사를 거부할 수 있는 검단불입권(檢斷不入權)등이 있다.

## 같이 보기
- 불입권
- 불입권 (유럽)
- 장원제